# Dufourschulhaus

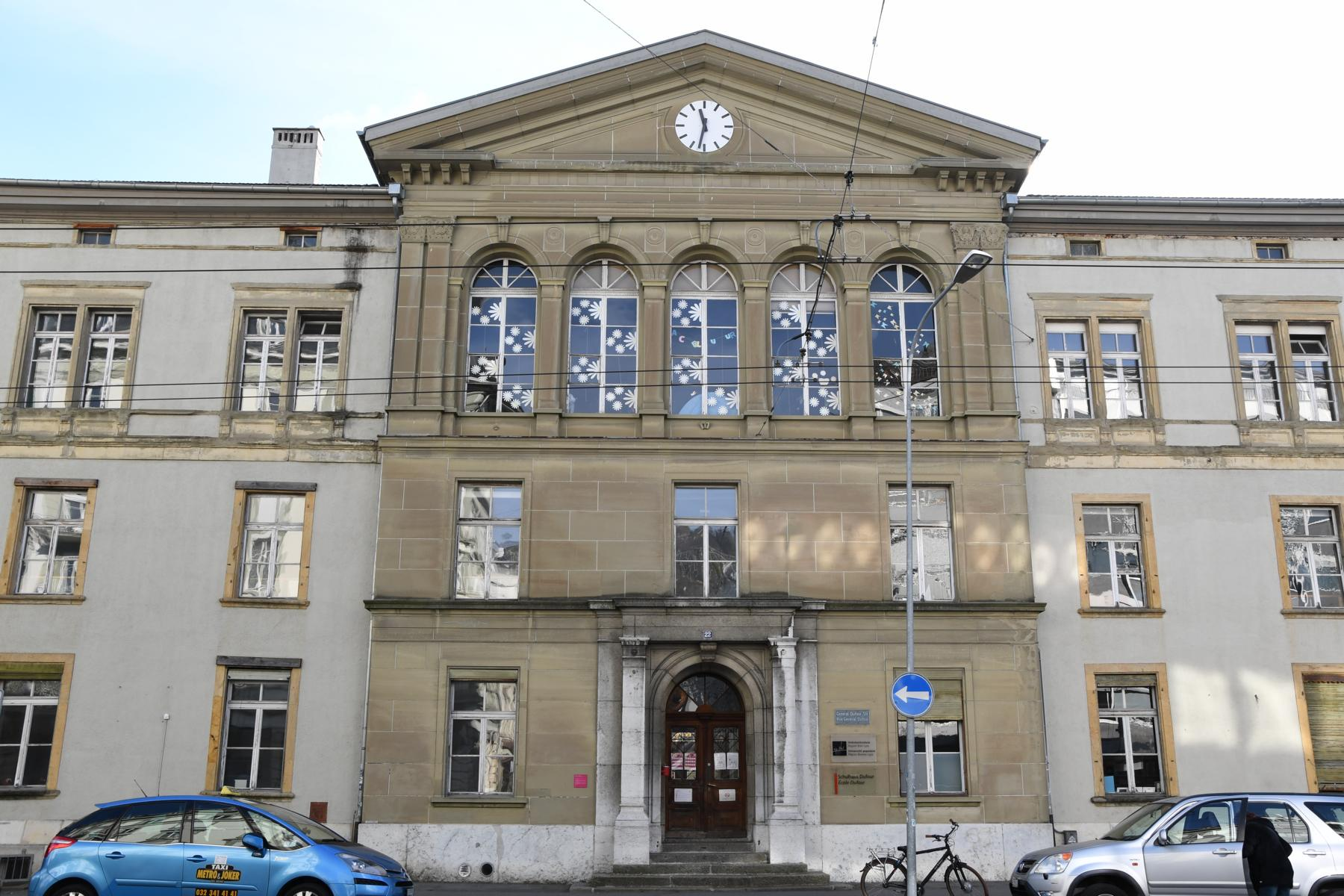
Schulhaus Dufour Ost

Das sogenannte Dufourschulhaus in Biel im Kanton Bern besteht aus zwei miteinander verbundenen Gebäuden. Das bis ins 15. Jahrhundert zurückreichende und mehrfach umgestaltete Gebäude Schulhaus Dufour-Ost, General-Dufour-Strasse 22, wurde wesentlich von einer Umbauphase 1870/1871 geprägt. Das Schulhaus Dufour-West, General-Dufour-Strasse 18, wurde 1862 bis 1863 erbaut. Beide Komplexe stehen als Kulturgut unter Denkmalschutz.

## Lage
Die Gebäude befinden sich im Quartier Neustadt Nord südlich der Bieler Altstadt. Beide Schulhäuser liegen in dem Block zwischen der General-Dufour-Strasse (NW), der Neumarktstrasse (NO), der Ernst-Schüler-Strasse (SO) und der Gartenstrasse (NW). Die Stadtbibliothek befindet sich auf dem Nachbargrundstück. Die Haupteingänge liegen an der General-Dufour-Strasse, der Pausenhof an der Ernst-Schüler-Strasse.

## Geschichte

### Kloster und Spital
Die Baugeschichte des heutigen Dufourschulhauses beginnt in den Jahren 1454/55. Damals gründete der Johanniterorden ein Kloster mit Klosterkirche in der Bieler Neustadt. Der Komtur der Johanniter in Küsnacht, Heinrich Staler, verhandelte mit der Stadt Biel über die Niederlassung des Ordens. Die Stadt verzichtete in der Folge auf alle Abgaben für die Klostergemeinschaft und trug einen Teil der Kosten für den Abbruch von sechs Häusern, die dem Kloster weichen mussten. Sie verpflichtete sich zur Zahlung von Almosen, die von den Johannitern freitags ausgeteilt wurden.
Nach der Aufgabe des Klosters verlegte die Stadt im Jahr 1559 das Spital (gegründet 1445) in die freien Räume. Es wurden nicht nur Kranke, sondern auch Arme, Waisen und alte Menschen in die Gebäude aufgenommen. Die Klosterkirche wurde niedergelegt.

### Erstes Gymnasium

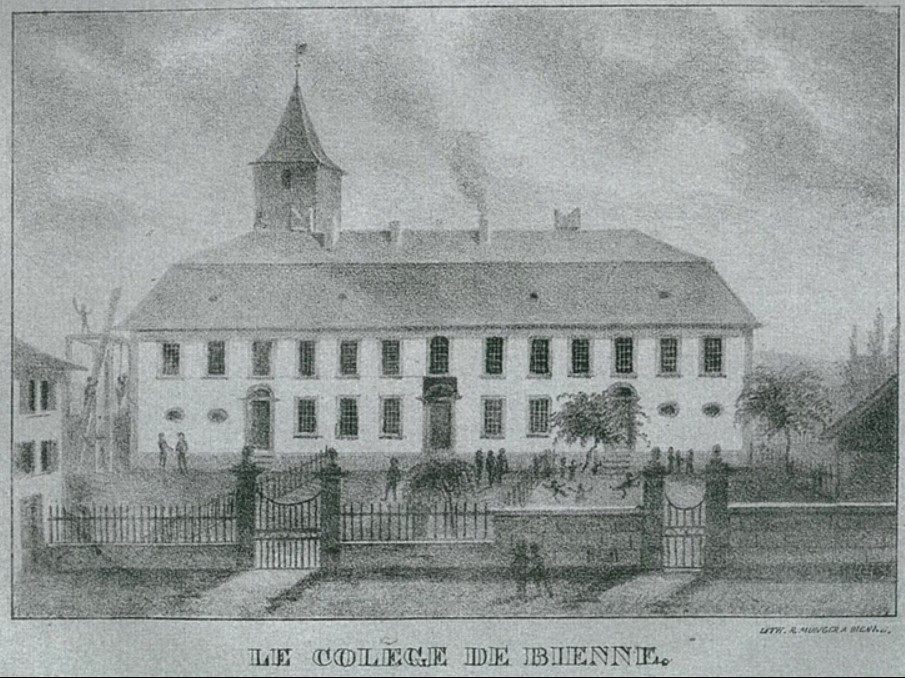
Schulhaus 1818 mit Rotem Turm

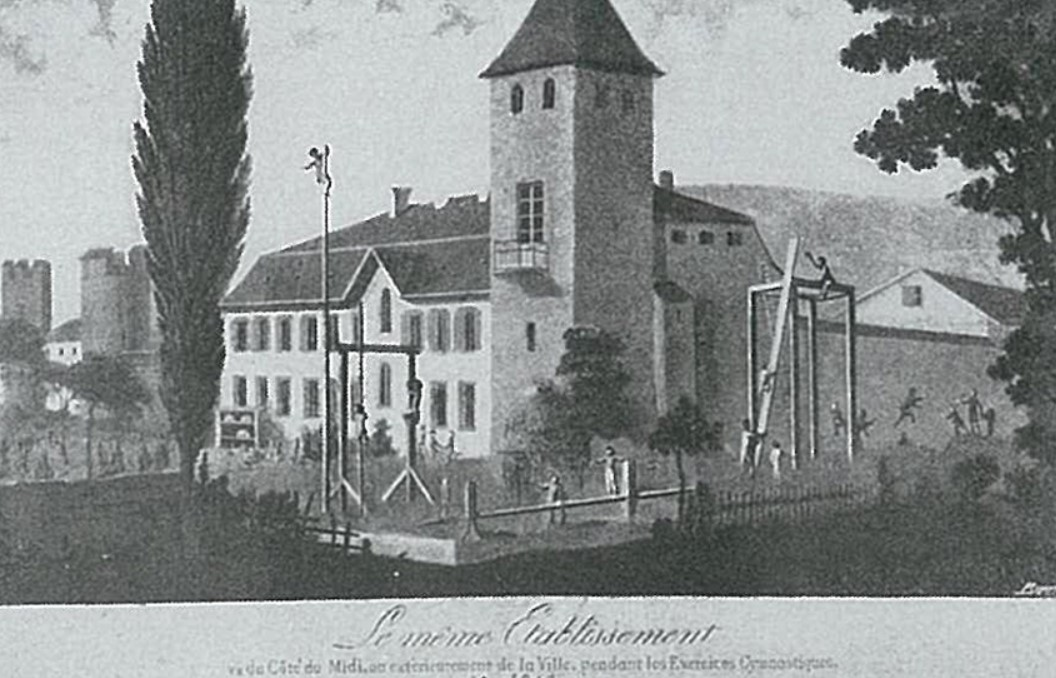
Schule 1818, Turngeräte, Roter Turm, Klosterturm im Hintergrund

Nach dem Wiener Kongress ab dem Jahr 1815 gehörten der Jura und die Stadt Biel zum Kanton Bern. In der Vereinigungsurkunde war die Eröffnung eines französischsprachigen Gymnasiums festgeschrieben. Die Schule sollte die Schüler sowohl für das Theologiestudium an der Berner Akademie als auch für ein wissenschaftliches Studium vorbereiten. Vom Bieler Stadtrat wurde der Grossrat Johann Rudolf Neuhaus mit der Umsetzung beauftragt. Die Auflagen vom Kanton Bern sahen für das Gymnasium die Zweisprachigkeit vor. Die Schüler deutscher Muttersprache hatten die französische Sprache zu lernen und umgekehrt. Die Bildung einer protestantischen französischen Geistlichkeit sollte ermöglicht werden. Ein Pensionat wurde ebenso benötigt.
Die Raumfrage erwies sich als Problem. Vorübergehend eröffnete man 1817 in den Räumen der Bürgerschule (Untergasse 8) ein Gymnasium. Die Unterrichtsräume der Bürgerschule wurden derweil in Privaträume verlegt. Die feierliche Eröffnung des Gymnasiums fand am 15. September 1817 in der Stadtkirche statt. In der Eröffnungsrede betonte Rektor Appenzeller, dass nicht nur die in der napoleonischen Zeit hoch angesehenen mathematischen Fächer Geltung erhalten sollten. Vielmehr solle es eine humanistische Schule nach deutschem Muster sein.
Das Gymnasium wechselte 1818 in das ehemalige Klostergebäude (heute General-Dufour-Strasse 22). Das Spital zog in die Untergasse 45 um. Der «Rote Turm», ein mit dem Kloster verbundenes Bauwerk aus der alten Stadtbefestigung, wurde als Bibliothek und Gefängnis genutzt. Das Aussengelände des Gymnasiums erhielt Klettergerüste‚ Schwebebalken, schräge Leitern sowie Bohlen und Planken als Vorrichtungen zum Turnen. Da dies damals etwas Neues war, fehlten Turnlehrer. Der Schuhmachermeister Friedrich Oesterli, der auch Leiter der städtischen Wache sowie Miliz-Drillmeister war, wurde vom Administrationsrat des Bieler Gymnasiums mit dem Turnunterricht betraut. Das führte dazu, dass militärisch geübt wurde und die Schüler ein Kadettenkorps bildeten. Sonntags gingen sie mit blauen Uniformen, weissen Hosen und Tschako in den Gottesdienst. Mit dem Korps zeigte die Schule, dass sie sich als Eliteschule verstand. 1821 bekamen sie 75 Gewehre. Die Patronentaschen wurden nicht gestellt, sondern mussten beim Drillmeister und Schuhmacher Oesterli eingekauft werden. 1827 bekam das Kadettenkorps der Schule noch zwei kleine Kanonen dazu.

### Progymnasium, Knaben- und Mädchenschule

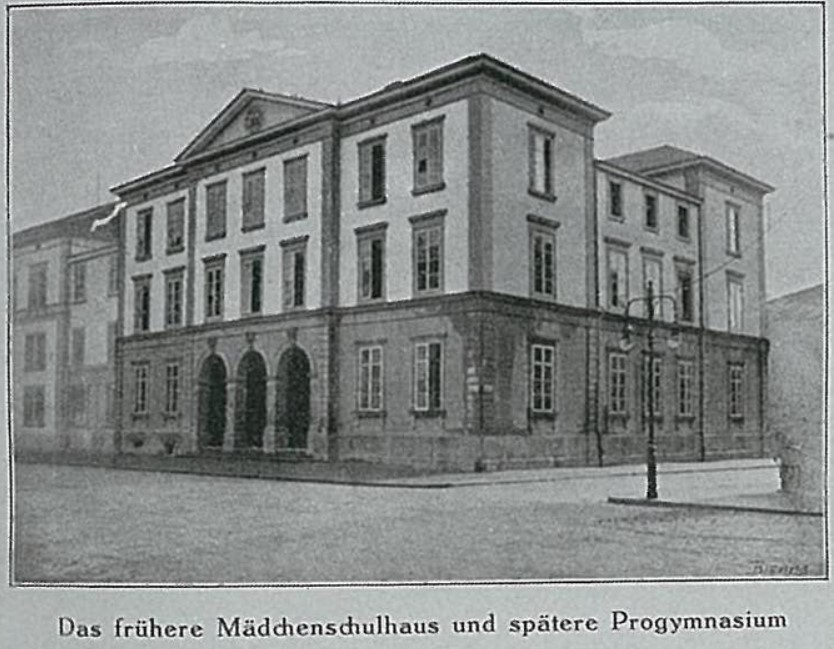
Mädchenschule, Abb. ca. 1871

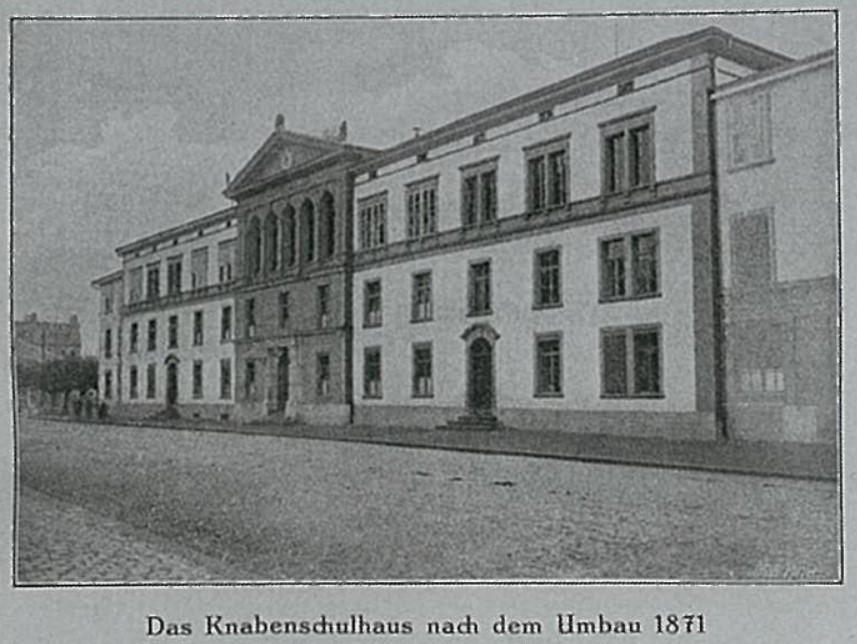
Jungenschule 1871

Die Bürger schätzten die Stärkung des Gymnasiums nicht durchweg. Es beanspruche zu viel und sei Sache des Kantons Bern. Die Förderung der Stadtschulen komme zu kurz. Nach der Degradierung des Bieler Gymnasiums zum Progymnasium durch die Berner Regierung (1836) wurde das ehemalige Kloster auch für andere Schulen geöffnet. 1840 gab es folgende Aufteilung: Im Mittelteil wurde das Progymnasium und ein Pensionat, geleitet von Marie-Louise Bloesch-Moser, untergebracht. Der Ostflügel beherbergte die Knabenschule. Die Mädchenschule befand sich im Westflügel des früheren Klostergebäudes. Jede der Schulen wurde über einen separaten Eingang betreten.
1862 entschied man, ein neues Mädchenschulgebäude im Westen an das ehemalige Kloster zu bauen (heute General-Dufour-Strasse 18). Das neue Schulhaus wurde mit einem Zwischenbau an den ursprünglichen Klosterbau angefügt. Im Rahmen dieser der Baumassnahmen entfernte man einen noch vorhandenen Rest der ehemaligen Stadtmauer mit dem «Klosterturm», einen halbrunden Wehrturm. Dieser verstärkte früher die Mauern vom «Nidautor» bis zum «Roten Turm» im Südosten des Johanniterklosters. Die Steine wurden an der «Villa Elfenau» im Pasquart zweitverwendet. Dr. med. Charles Neuhaus-Verdan errichtet damit 1870 einen Turm auf seinem Anwesen in der Nähe der Schüss und dem Elfenaupark.
1866 wurde eine Turnhalle auf der Südseite eröffnet. 1870/71 wurde das Schulgebäude Ost um ein Geschoss erhöht. Die Strassenseite erhielt einen Mittelrisalit aus Sandstein. Das frühere Pensionat im ersten Stock wurde aufgegeben und zu Schulräumen umgebaut. Es wurden zusätzliche Anbauten am West- und Ostflügel errichtet. 1871 wurde im Rahmen der Umgestaltungen auch der «Rote Turm» niedergelegt. Es gab nach dem Umbau 33 Klassen mit insgesamt 1'320 Schülern und Schülerinnen. 1882 benannte man die angrenzende «Schulgasse» in «General-Dufour-Strasse» um und verlängerte sie in Richtung Osten. Für den Schulkomplex bürgerte sich der Name „Dufourschulhaus“ ein.

### Zweites Gymnasium
Ende des 19. Jahrhunderts gab es wieder Bedarf für ein Gymnasium. Der Stadtrat beauftragte 1899 nach Anregung durch den Stadtpräsidenten Johann Hoffmann-Moll eine Untersuchung. Die Kommission empfahl den Ausbau des Progymnasiums zu einem Gymnasium. Darüber fasste der Stadtrat 1901 einen Beschluss, aber der Regierungsrat Bern befürchtete eine schädliche Konkurrenz für die Kantonsschule in Porrentruy und widersetzte sich zuerst. Schliesslich stimmte er zu, sofern das Gymnasium in Biel rein deutschsprachig bliebe. 1902 wurde der gymnasiale Unterricht aufgenommen und ab 1905 wurden Maturitätsprüfungen abgehalten.
Das Dufourschulhaus genügte schnell nicht mehr, so dass die Stadt Biel 1906 beschloss, eine neue Schule mit Turnhalle an anderer Stelle zu errichten. Am Dufourschulhaus erfolgte 1907 eine Grundsanierung. 1982 und 2005 wurden Teilsanierungen durchgeführt, die aber den Verfall nur begrenzt aufhalten konnten. Im Auftrag der Stadt Biel erfolgte 2019 bis 2022 die Grundsanierung, betreut vom Büro 3b-architekten AG. Dazu genehmigten die Stimmberechtigten einen Kredit von 18,35 Millionen Franken. Die Nutzung erfolgt als Primarschule und Tagesschule. Auch die Abteilung Psychomotorik zieht ein. Dies wird durch zusätzliche Nutzungen im Dachgeschoss möglich.

## Beschreibung

### Schulhaus Dufour-Ost
Das äussere Erscheinungsbild entspricht im Wesentlichen dem spätklassizistischen Umbau des Architekten Alfred Zoschkke, Solothurn aus den Jahren 1870/1871. Unter einem Walmdach liegt ein langgezogener Bau mit Quergiebeln an der Nord- und Südseite. Der Risalit an der Dufourstrasse ist auf die Achse der Collègegasse bezogen. Die repräsentativen, gekoppelten Fenster der Aula sowie der Haupteingang und die klare Sandsteingliederung sind in der Gestaltung bemerkenswert.
Im ersten und zweiten Obergeschoss sind Bauteile des Gebäudes von 1817 erhalten geblieben. Dazu gehören die ehemaligen Seiteneingänge. Im Kern befinden sich möglicherweise Reste des ehemaligen Klosters. Die Lage der Schule kennzeichnet die ehemalige Nord-Ost-Ecke der spätmittelalterlichen Stadterweiterung. Gleichzeitig ist die Schule ein «stattlicher Auftakt zur repräsentativen Strassenanlage des 19. Jahrhunderts» und ein «beispielhafter Vertreter des bürgerlichen Bildungspalastes». Das Gebäude wurde 2003 rechtswirksam als «schützenswert» im Bauinventar des Kantons Bern verzeichnet und mit Vertrag vom 19. August 2005 geschützt.

### Schulhaus Dufour-West
Das Gebäude wurde vom Architekten Hans Rychner, Neuenburg, nach Durchführung eines Wettbewerbs erbaut. Im Stil des Klassizismus entstand ein Gebäude mit Walmdach und zentralem Lichthof. Die Nordfassade verfügt über einen Mittelrisalit mit Giebel und Arkadenreihe sowie Eingangshalle. Die Sandsteingliederung der Fassade ist qualitätvoll. Herauszuheben sind die Eckquaderungen, Geschossgesimse über dem Erdgeschoss, das feines Kranzgesims und die Fensterverdachungen. Rückseitig wurde ein grosser Pausenhof mit Bäumen und einem Doppelschalenbrunnen geschaffen. Ein Zwischenbau verbindet das Schulhaus Dufour-Ost und Dafour-West.
Das Gebäude wurde 2003 rechtswirksam als «schützenswert» im Bauinventar des Kantons verzeichnet und mit Vertrag vom 15. Juli 2009 geschützt.